# サーマス・アクアティカス
サーマス・アクアティカス（Thermus aquaticus）は、グラム陰性桿菌好気好熱性の細菌である。デイノコッカス-サーマス門に属する。学名はラテン語とラテン化されたギリシャ語で、「水中に棲む、熱を好む菌」といった意味がある。
1969年にイエローストーン国立公園から発見された。増殖温度は40-79℃で、当時としては非常に高かった。至適増殖温度70-72°Cは、それまで知られていたGeobacillus stearothermophilus（55-60°C）よりも10°C以上高いものであった。形態は0.5-0.8 μm×5-10 μmの細長い桿菌で、鞭毛を持たず、運動性はない。トリプトンや酵母粉末などを主体とする、中性からややアルカリ性の培地でよく増殖する。糖類、アミノ酸、有機酸などを吸収して好気・従属栄養的に増殖する化学合成従属栄養生物である。分布域は非常に広く、世界中のかなり広範囲の熱水系から分離されており、陸地海洋双方の熱水噴出孔、温泉、人工熱水環境など広い熱水環境に及んでいる。
その高い好熱性から産生するタンパク質の耐久性も高く、多くの酵素類が実用化されている。特に、DNAポリメラーゼのTaqポリメラーゼ、制限酵素のTaqIは広く知られている。

## 歴史

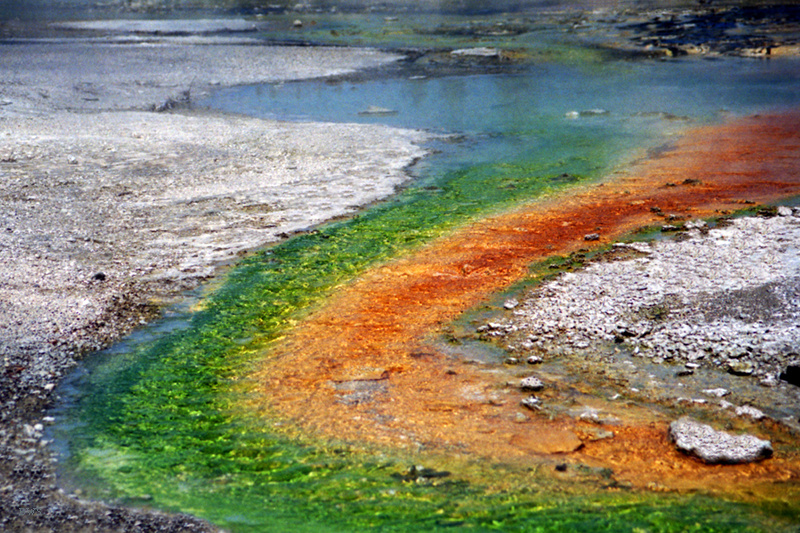
イエローストーン国立公園の藻やバクテリアが生息する温泉

1960年代に温泉の生物の研究が始まるまでは、好熱性細菌の生命は約55 °C (131 °F)が限界であると考えられてきた。しかしながら研究が進むに連れ、さまざまな温泉において、多くのバクテリアが生き残っているだけでなく、より高い温度でも繁殖していることが発見された。1969年、インディアナ大学のトーマス・D・ブロック（Thomas D. Brock）とのハドソンフリーズ（Hudson Freeze）は、新種の好熱性細菌を報告し、サーマス・アクアティカスという名前を付けた。この細菌は、イエローストーン国立公園のローワーガイザーベイスンにあるマッシュルームスプリングから最初に分離された。この盆地は、有名なグレートファウンテンガイザーとホワイトドームガイザーの間に位置している。この報告以来、世界中の同様の熱生息地で、同種が発見されている。

## 生理生態
T. aquaticusは、50〜80°C（122〜176°F）の温度で生き残ることができ、65〜70°C（149〜158°F）で最高の成長速度を示す。多数の細胞外および細胞内プロテアーゼおよびペプチダーゼ、ならびに細胞膜を通過するアミノ酸およびオリゴペプチドの輸送タンパク質を合成する能力を持ち、環境中からタンパク質を吸収できる。この細菌は化学栄養菌であり、食物を得るために化学合成を行う。しかし、その温度範囲は、理想的な環境を共有する光合成シアノバクテリアの温度範囲と多少重なっている。そのため、他のシアノバクテリア等の細菌と同じ環境で光合成を行いエネルギーを得ているような環境が見つかることもある。T. aquaticusは通常好気的に呼吸を行うが、その菌株の1つであるThermus aquaticus Y51MC23は嫌気的に増殖することができる。
T. aquaticusのゲノムは1つの染色体と4つのプラスミドで構成されており、その完全なゲノム配列の決定により、4つのプロファージ（うち2つは部分的）、および多数のCRISPR座位が確認された。

## 形態
Thermus aquaticusは一般に、0.5-0.8 μmの直径を持つ円筒形の細胞を持る。短いロッド形状であれば、長さは5-10μm程度である。長いフィラメント形状の状態では、長さは大きく異なり、場合によっては200 μmを超える。T. aquaticusは、さまざまな培養系で複数の可能な形態を示す。棒状菌は凝集する傾向がある。複数の細胞が合わさり、10-20 μm程度の直径を持つ球体の形成になることもあり、これは円形ボディ（rotund bodies）とも呼ばれる。これらの体は、細胞エンベロープや外膜成分では構成されおらず、代わりに改変されたペプチドグリカン細胞壁から作られている。T. aquaticusの生態において、これらの正確な機能は不明であるが、一時的に食物やヌクレオチドを貯蔵する機能を持つか、あるいはコロニーの付着と組織化に役割を果たす可能性があると予想されている。

## 酵素
T. aquaticusは、以下に説明するように、耐熱性酵素、特にTaqDNAポリメラーゼの供給源として有名である。

### アルドラーゼ
酵素は一般的に不活性である。そのため、この極端な好熱性細菌は、どのようにして増殖することができるのか、を理解することが、研究の大きな目的になっていた。1970年に、FreezeとBrockは、アルドラーゼ酵素の熱安定性に関する論文を出版した。

### RNAポリメラーゼ
1974年にT.aquaticusから単離された最初のポリメラーゼ酵素は、転写の過程でりようされるDNA依存性RNAポリメラーゼであった 。

### TaqI制限酵素
T.aquaticusから有用な制限エンドヌクレアーゼが分離され、1970年代後半から1980年代初頭にかけて多くの研究者がこの系統の存在を知るようになった。系統名（Thermus aquaticus）から、この酵素にはTaqIという名称が付けられた。以降、制限酵素に短い名前を付ける際は、ソースとなる生物の属と種に由来する命名法（SalやHinなど）を利用する慣習が生まれた。

### DNAポリメラーゼ（Taq pol）
DNAポリメラーゼは、1976年にT.aquaticusから最初に単離された。このDNAポリメラーゼに見られる最大の利点は、その耐熱性（最適温度72°C、95°Cでも変性しない）である。また、他のソースからのDNAポリメラーゼよりも純粋な形（他の酵素汚染物質を含まない）で分離できたこもと、大きな利点であった。その後、キャリー・マリス及び他の研究者はシータス社において、ポリメラーゼ連鎖反応を行い短いDNA断片を増幅する技術（PCR）にこの酵素を使用し、熱のサイクル毎に大腸菌由来のポリメラーゼ酵素を追加投入するのではなく、TaqIのみでPCRを行う技術を確立した。酵素はまた、クローン化と配列決定がなされ、より短い「ストッフェルフラグメント」を生成するように改変され、商業販売のために大量に生成された。1989年、サイエンス誌は最初の「Molecule of the Year」として、Taqポリメラーゼを選定した。1993年、Mullisは、PCRの研究により、ノーベル化学賞を受賞した。

### その他の酵素
T. aquaticusは高い最適温度を持つため、通常の酵素が失活するような条件下であっても働く酵素の探索を行うことができる。この生物から単離された他の酵素には、 DNAリガーゼ、アルカリホスファターゼ、 NADHオキシダーゼ、イソクエン酸デヒドロゲナーゼ、アミロマルターゼ、およびフルクトース1,6-二リン酸依存性L-乳酸デヒドロゲナーゼ（乳酸脱水素酵素）が挙げられる。

## 論争
T. aquaticusからの酵素の商業的使用には論争があった。ブロックの研究の後、生物のサンプルは、公開リポジトリであるアメリカンタイプカルチャーコレクションに寄託され、Cetus社を含む様々な研究者は、そこから菌株を入手した。 Taqポリメラーゼの商業的可能性は、1990年代に明らかになっており、国立公園局はこれを「巨額のTaqの剥奪」（”Great Taq Rip-off”）であると述べた。現在では、国立公園で働く研究者は、後の利益の一部を公園サービスに送り返す「利益共有」契約に署名する必要がある。